# Kroksjön (Tärna socken, Lappland)
Kroksjön är en sjö i Storumans kommun i Lappland och ingår i Umeälvens huvudavrinningsområde. Sjön har en area på 0,369 kvadratkilometer och ligger 384,3 meter över havet.

## Delavrinningsområde
Kroksjön ingår i det delavrinningsområde (725294-151102) som SMHI kallar för Ovan Fjällbäcken. Medelhöjden är 501 meter över havet och ytan är 23,67 kvadratkilometer. Det finns inga avrinningsområden uppströms utan avrinningsområdet är högsta punkten. Holmträskbäcken (Fjällbäcken) som avvattnar avrinningsområdet har biflödesordning 2, vilket innebär att vattnet flödar genom totalt 2 vattendrag innan det når havet efter 326 kilometer. Avrinningsområdet består mestadels av skog (74 procent) och sankmarker (15 procent). Avrinningsområdet har 0,43 kvadratkilometer vattenytor vilket ger det en sjöprocent på 1,8 procent.